# 鉛套弾
鉛套弾（えんとうだん）は、弾丸の一種で、弾丸の外周を鉛で覆ったものである。柔らかい鉛の被膜にライフリングが食い込むことで、弾丸に回転を与え、ジャイロ効果により弾道が安定する。

## 歴史
鉛套弾は、後装式のライフル砲とともに生まれた。1846年、スウェーデン人の男爵ワーレンドルフが考案した。プロシア、フランス、スウェーデンで試験された。結果はあまりよくなかったが、プロシアは改良を加え、再試験ではきわめて良い結果を得た。ほとんど同時にイギリスでも新式火砲に採用した。1863年（文久3年）イギリス艦船の鹿児島砲撃（薩英戦争）、翌年の下関戦争で使用された弾丸は鉛套弾であった。
日本では1864年（元治元年）佐賀藩が十二封度砲用鉛套弾を購入したのが最初である。明治維新以来、購入したブロドウェル山砲、克式八糎野砲、安式二吋半、同十二斤、同九糎野砲などの弾丸は鉛套式であった。
しかし銃砲の威力射程増大のため高腔圧・高初速化が進むと、鉛套は軟すぎてライフリングに食い込む際にちぎれてしまい旋動が不確実で弾道にも狂いを生じる。榴弾では鉛套が弾体破片に粘着し、飛散を妨げ殺傷威力を損じるという欠点があった。
そのため、鉛よりも固く、伸び（展性）もよい銅が代わりに銃弾披甲（ジャケット）や砲弾帯に用いられるようになっていった。日本では明治10年銅帯式弾丸が採用されるとともに廃止された。

## 構造
鉛套の構造は円壔式と帯条式とがある。前者は弾丸の円壔部の全部に鉛套を装し、後者は弾丸左円壔部のほぼ全部に鉛套を施し、表面に数条の凸条を備える。
鉛套地金は硬度を加えるために鉛と錫の合金であった。